# بنكسية مزينة
بنكسية مزينة (الاسم العلمي:Banksia ornata) هي نوع نباتي يتبع جنس البنكسية من فصيلة البروطية.